# Премия Клеменса Брентано
Премия Клеменса Брентано (нем. Clemens-Brentano-Preis) — поощрительная награда для молодых немецкоязычных авторов, которые обратили на себя внимание уже первыми публикациями. Премия, учреждённая в память о незаурядном поэте Клеменсе Брентано в 1993 году, вручается городом Гейдельберг совместно с Гейдельбергским университетом ежегодно c 1995 года. Победителей определяет жюри, в состав которого входят критики, издательский редакторы, авторы и студенты отделения германистики Гейдельбергского университета. Награда присуждается поочерёдно в области поэзии, рассказа, романа и эссеистики. Лауреаты получают денежную премию в размере 10 тыс. евро.

## Лауреаты
- 1993 — Гюнтер Куфаль, Am Fenster
- 1995 — Габриэле Кёль, Das Mensch
- 1996 — Барбара Кёлер, Blue Box и Йорг Шике, Die Rosen zitieren die Adern
- 1997 — Даниэль Зано, Doktor Turban
- 1998 — Бенджамин Корн, Kunst, Macht und Moral
- 1999 — Норберт Ниманн, Wie man’s nimmt
- 2000 — Освальд Эггер, Herde der Rede, Der Rede Dreh и Хендрик Рост, Fliegende Schatten
- 2001 — Сабина Петерс, Nimmersatt
- 2002 — Дорон Рабинович, Credo und Credit
- 2003 — Андреас Майер, Klausen
- 2004 — Рафаэль Урвейдер, Das Gegenteil von Fleisch
- 2005 — Анна Катарина Хан, Kavaliersdelikt
- 2006 — Стефан Вайднер, Mohammedanische Versuchungen
- 2007 — Клеменс Мейер, Als wir träumten
- 2008 — Энн Коттен, Fremdwörterbuchsonette
- 2009 — Андреас Стихманн, Jackie in Silber и Фелиция Зеллер, Einsam lehnen am Bekannten
- 2010 — Свен Хилленкамп, Das Ende der Liebe. Gefühle im Zeitalter unendlicher Freiheit
- 2011 — Вольфганг Херрндорф, Tschick
- 2012 — Александр Гумз, Ausrücken mit Modellen
- 2013 — Филипп Шенталер, Nach oben ist das Leben offen
- 2014 — Максимилиан Пробст, Der Drahtesel. Die letzte humane Technik
- 2015 — Саския Хенниг фон Ланге, Zurück zum Feuer
- 2016 — Тило Краузе, Um die Dinge ganz zu lassen
- 2017 — Ян Снела, Milchgesicht. Ein Bestiarium der Liebe
- 2018 — Филипп Штадельмайер, Die mittleren Regionen. Über Terror und Meinung
- 2019 — Джанна Молинари, Hier ist noch alles möglich
- 2020 — Левин Вестерманн, bezüglich der schatten
- 2021 — Симон Зайлер, Die Schrift
- 2022 — Ханна Энгельмайер, Trost. Vier Übungen
- 2023 — Яэль Инокай, Ein simpler Eingriff